# Dell Rapids
Dell Rapids és una població dels Estats Units a l'estat de Dakota del Sud. Segons el cens del 2000 tenia 2.980 habitants.

## Fills il·lustres
- Hilda Josephine Smith (1884-[...?]) pianista i compositora.

## Demografia
Segons el cens del 2000, Dell Rapids tenia 2.980 habitants, 1.127 habitatges, i 793 famílies. La densitat de població era de 587 habitants per km².
Dels 1.127 habitatges en un 36,7% hi vivien nens de menys de 18 anys, en un 60,5% hi vivien parelles casades, en un 7,2% dones solteres, i en un 29,6% no eren unitats familiars. En el 26% dels habitatges hi vivien persones soles el 13,5% de les quals corresponia a persones de 65 anys o més que vivien soles. El nombre mitjà de persones vivint en cada habitatge era de 2,55 i el nombre mitjà de persones que vivien en cada família era de 3,09.
Per edats la població es repartia de la següent manera: un 28,4% tenia menys de 18 anys, un 6,5% entre 18 i 24, un 27,3% entre 25 i 44, un 19,4% de 45 a 60 i un 18,3% 65 anys o més.
L'edat mediana era de 36 anys. Per cada 100 dones de 18 o més anys hi havia 90,3 homes.
La renda mediana per habitatge era de 42.572 $ i la renda mediana per família de 49.536 $. Els homes tenien una renda mediana de 31.867 $ mentre que les dones 24.333 $. La renda per capita de la població era de 17.731 $. Entorn de l'1,9% de les famílies i el 4% de la població estaven per davall del llindar de pobresa.

## Poblacions més properes
El següent diagrama mostra les poblacions més properes.